# Ecological Entomology
Ecological Entomology – międzynarodowe, recenzowane czasopismo naukowe publikujące w dziedzinie entomologii.
Pismo wydawane jest przez Royal Entomological Society of London i ukazuje się raz na dwa miesiące. Tematyką obejmuje ekologię owadów, a w szczególności ekologię behawioralną, zoogeografię, ekologię społeczności, ekologię dyspresyjną i metapopulacyjną, ekologię ewolucyjną, ekologię słodkowodną, oddziaływania na linii pasożyt-gospodarz, drapieżnik-ofiara oraz ofiara-patogen, dynamikę populacji, gatunki inwazyjne oraz reakcje na zmiany klimatyczne.
W 2015 impact factor pisma wynosił 1,699. W 2014 zajęło 19. miejsce w rankingu ISI Journal Citation Reports w dziedzinie entomologii.